# Груба посадка
Груба посадка — радянський художній фільм 1985 року, знятий на кіностудії «Узбекфільм».

## Сюжет
Під час екзаменаційного польоту полковник, що знаходиться на борту в якості екзаменатора, випадково зачепив не той тумблер — і машина звалилася в море. Всі, крім нього, залишилися живими. І тепер на слідстві пілот Назаров, учень полковника, в знак подяки за педагогічну майстерність талановитого вчителя, бере всю провину на себе…

## У ролях
- Анатолій Ромашин — Сергій Іванович Соловйов, полковник, командир полку
- Бахрам Матчанов — Тимур Назаров, молодий пілот, старший лейтенант
- Анатолій Васильєв — Олександр Варламов, підполковник
- Ірина Алфьорова — Тася
- Сергій Яковлєв — Сергій Сергійович Рижов
- Віктор Павлов — Богомолов, «Єгорович»
- Володимир Сошальський — Василь Пилипович Полозов, командуючий ВПС
- Ольга Битюкова — Альона, дочка Соловйова
- Юрій Гребенщиков — Зайцев, штурман, капітан
- Леонід Акімов — Михайлов, радист, прапорщик
- Володимир Атабеков — начальник штаба
- Микола Гринько — головний конструктор
- Михайло Зимін — прокурор флоту
- Зухра Абдурахманова — мати Назарова
- Михайло Калинкін — офіцер
- Едуард Кошман — епізод
- Володимир Ткалич — член державної комісії
- Лев Бутенін — Івлєв, прапорщик
- Володимир Удалов — офіцер
- Тетяна Говорова — член державної комісії
- Юріс Лауціньш — Мельников, лейтенант з військової прокуратури

## Знімальна група
- Режисер — Мухтар Ага-Мірзаєв
- Сценарист — Євген Мєсяцев
- Оператор — Леонід Травицький
- Художник — Анатолій Шибаєв